# Peter Lundberg
Peter Georg Theodor Lundberg, född 25 januari 1945 i Engelbrekts församling i Stockholm, död 5 juni 2025 på Haga gård i Toresunds distrikt i Strängnäs kommun, Södermanlands län, var en svensk militär och kommunchef.

## Biografi
Lundberg avlade officersexamen vid Krigsskolan 1970 och blev samma år officer vid Södermanlands regemente, där han befordrades till kapten 1973. Han var lärare vid Pansartruppskolan från 1978, utnämndes till major vid Skaraborgs regemente 1981 och var avdelningschef vid Pansartruppskolan 1986–1987. Han befordrades till överstelöjtnant i Generalstabskåren 1987, varpå han tjänstgjorde vid Arméstaben 1989–1990 samt var bataljonschef vid Skaraborgs regemente 1989–1990, chef för Brigadcentrum 1990–1991 och chefsutvecklare vid Arméstaben 1991–1992. Han var chef för Skaraborgsbrigaden 1992–1995, befordrades till överste 1993 och var chef för Nordbat 2 i United Nations Protection Force i Bosnien 1994–1995. År 1995 blev Lundberg överste av första graden i Generalstabskåren, varpå han var departementsråd i Huvudenheten för säkerhetspolitiska och internationella frågor i Försvarsdepartementet 1995–1997 samt chef för Södermanlands regemente tillika befälhavare för Södermanlands försvarsområde 1997–2000 (från 1998 Södermanlands och Östergötlands försvarsområde).
Lundberg var kommunchef i Strängnäs kommun 2009–2015.[källa behövs]

### Familj
Lundberg var far till barnprogramsregissören Marie Lundberg, morfar till skådespelarna Kalle och Olle Einarsson samt farbror till journalisten Fredrik Lundberg.